# Dag Fornæss
Dag Fornæss (* 30. června 1948 Hamar) je bývalý norský rychlobruslař a fotbalista.
Na velkých mezinárodních rychlobruslařských akcích se představil poprvé v sezóně 1968/1969, která byla také jeho nejúspěšnější, neboť vyhrál jak Mistrovství Evropy, tak Mistrovství světa. O rok později získal na kontinentálním šampionátu stříbro a na vícebojařském světovém šampionátu skončil pátý. Kromě toho startoval i na poprvé konaném Mistrovství světa ve sprintu (10. místo). V roce 1971 vybojoval zlato na Mistrovství Evropy, na Mistrovství světa ve víceboji dobruslil na čtvrté příčce. Zúčastnil se Zimních olympijských her 1972, kde skončil shodně na třináctém místě v závodech na 5000 m a na 10 000 m. Po sezóně 1971/1972 ukončil svoji rychlobruslařskou kariéru.
V roce 1969 získal cenu Oscara Mathisena.
Jako fotbalista hrál za klub Skeid Fotball.
Jeho dědeček Engebret Skogen byl sportovní střelec a držitel bronzové olympijské medaile.